# ADÑ Identidad Española
ADÑ Identidad Española, también conocida como FE de las JONS-Alternativa Española-La Falange-Democracia Nacional, fue una coalición política española formada para concurrir a las elecciones al Parlamento Europeo de 2019.
Estuvo integrada por los partidos euroescépticos de extrema derecha Democracia Nacional (DN), Alternativa Española (AES), Falange Española de las JONS (FE-JONS), y FE-La Falange.
Tras no conseguir representación en 2019 en los comicios europeos, ni en las autonómicas o nacionales, así como en los posteriores encuentros con las urnas en Galicia, País Vasco, Cataluña o Madrid, la coalición acordó sólo presentarse a los comicios municipales en aquellas poblaciones donde tengan posibilidades de obtener representación.

## Ideología
Toman inspiración en la estética y en la ideología de otros partidos «identitarios» europeos, pretendiendo aprovechar electoralmente el euroescepticismo, la desconfianza en el Partido Popular y los miedos a un supuesto cambio en la composición demográfica del país. La coalición defiende abandonar el euro, acabar  con las políticas de recortes y recuperar la "soberanía nacional".

## Formación de la candidatura
En octubre de 2018 Democracia Nacional (DN), Alternativa Española (AES), Falange Española de las JONS (FE-JONS), y FE-La Falange anunciaron sus pretensiones de concurrir a las elecciones al Parlamento Europeo de 2019 en España, bajo la marca ADÑ Identidad Española.
El 30 de abril de 2019 la candidatura fue proclamada por la Junta Electoral Central, finalmente con el nombre FE de las JONS, Alternativa Española, La Falange, Democracia Nacional, y bajo las siglas ADÑ (Ante Todo España).

## Lista electoral

### Candidatos
Para la lista completa véase Anexo:Candidaturas para las elecciones al Parlamento Europeo de 2019 (España)
Su cabeza de lista, como independiente, es el empresario Martín Sáenz de Ynestrillas, hijo del comandante Ricardo Sáenz de Ynestrillas Martínez, asesinado por ETA en 1986, y hermano del político nacionalsindicalista Ricardo Sáenz de Ynestrillas. Como número dos figura Norberto Pico, jefe nacional de FE de la JONS, quien fue cabeza de lista de la candidatura que el partido falangista presentó en solitario en las elecciones europeas de 2014. En tercer lugar figura Pedro Chaparro, presidente de Democracia Nacional, con una condena a prisión en suspenso por participar en 2013 en el ataque al Centro Cultural Blanquerna, sede de la Delegación de la Generalidad de Cataluña en Madrid. Como número cuatro de la lista, en representación de Alternativa Española, concurre María del Valle Piñar Gutiérrez, hija del líder ultraderechista Blas Piñar.

## Resultados electorales

### Parlamento Europeo
| Año  | Votos  | %    | Escaños | Puesto |
| ---- | ------ | ---- | ------- | ------ |
| 2019 | 11.798 | 0,05 | 0/54    | 26     |

## Marco en las elecciones y trasvase de votos
Tras no conseguir representación ninguno de los partidos que componen la formación en las elecciones de diciembre de 2019, se acordó a efectos prácticos solo presentarse en las elecciones municipales en las circunscripciones donde tuvieran posibilidades de obtener representación. A nivel nacional, se marcó no presentarse y pedir el voto para Vox.[cita requerida]